# Bönningstedt
Bönningstedt est une commune de l'arrondissement de Pinneberg appartenant au Land du Schleswig-Holstein, en Allemagne.

## Histoire
Bönningstedt a été mentionnée pour la première fois dans un document officiel en 1369.

## Jumelages
- Seaford (Angleterre) depuis le 20 mai 1984
- Crivitz (Allemagne) depuis le 10 mai 1991
- Rachoni (Grèce) depuis octobre 1991[1]